# Lac Kamiki Kinoceskak
Lac Kamiki Kinoceskak är en sjö i Kanada.   Den ligger i regionen Mauricie och provinsen Québec, i den östra delen av landet, 400 km norr om huvudstaden Ottawa. Lac Kamiki Kinoceskak ligger 435 meter över havet. Arean är 1,1 kvadratkilometer. Den sträcker sig 1,9 kilometer i nord-sydlig riktning, och 1,2 kilometer i öst-västlig riktning.
I omgivningarna runt Lac Kamiki Kinoceskak växer i huvudsak barrskog. Trakten runt Lac Kamiki Kinoceskak är nära nog obefolkad, med mindre än två invånare per kvadratkilometer.